# Fortín
Fortín è una municipalità dello stato di Veracruz, nel Messico centrale, il cui capoluogo è la località di Fortín de las Flores.
Conta 59.761 abitanti (2010) e ha una estensione di 61,60 km². 	 		
Il nome della località ricorda un fortino costruito verso la fine del XVIII secolo.